# Times were when (album)
Times Were When is een dubbel-elpee van The Cats uit 1972. De muziekalbums zijn een verzamelwerk en in feite een samenstel van de elpee Cats as cats can uit 1967 en de elpee Cats uit 1968. De nummers zijn voor een groot deel geschreven door het duo Roger Greenaway en Roger Cook, en verder zijn er ook vier van Cees Veerman bij en twee nummers van Arnold Mühren, waaronder de hit Lea.
Het album kwam op nummer 12 terecht in de albumtop waar het vier weken in bleef staan. De elpee behaalde de goudstatus.

## Nummers
| Nummer | Naam                                   | Geschreven door                                                  | Duur | Opmerkingen |
| ------ | -------------------------------------- | ---------------------------------------------------------------- | ---- | ----------- |
| A1     | What's the world coming to             | Roger Greenaway en Roger Cook                                    | 3:28 |             |
| A2     | Night time                             | Paddy Chambers                                                   | 2:29 |             |
| A3     | Little Miss Mary                       | Roger Greenaway en Roger Cook                                    | 2:25 |             |
| A4     | Without your love                      | Cees Veerman en Mel Andy                                         | 2:45 |             |
| A5     | No you can't love them all             | Bert Berns, Jerry Leiber, Mike Stoller en Ahmet Ertegün          | 2:47 |             |
| A6     | Far beyond the call of duty            | Roger Greenaway en Roger Cook                                    | 2:02 |             |
| B1     | Sure he's a cat                        | Roger Greenaway en Roger Cook                                    | 2:24 |             |
| B2     | Goodbye baby, baby goodbye             | Bert Russell en Wes Farrell                                      | 3:15 |             |
| B3     | I'm going out (the same way I came in) | Bob Crewe en Gary Knight                                         | 2:26 |             |
| B4     | Love of the common people              | John Hurley en Ronnie Wilkins                                    | 3:04 |             |
| B5     | But tomorrow                           | Cees Veerman                                                     | 2:18 |             |
| B6     | Full stop                              | Giorgio Moroder, Wout Steenhuis, Jürgen Wentorf en Jörg Schmeier | 2:24 |             |
| C1     | Lea                                    | Arnold Mühren                                                    | 3:45 |             |
| C2     | Rainbow tree                           | Hy Mizrahi en Kenny Laguna                                       | 2:14 |             |
| C3     | Lies                                   | Lewis & Clarke                                                   | 2:54 |             |
| C4     | In my room                             | John Farnham                                                     | 2:43 |             |
| C5     | I've always tried to understand        | Arnold Mühren                                                    | 2:54 |             |
| C6     | Anonymous Mr. Brown                    | Jimmy Stewart en Gerry Langley                                   | 2:18 |             |
| D1     | Excuse me                              | Dick & Don Addrisi                                               | 2:26 |             |
| D2     | Daybreak                               | Ralph Siegel en Michael Kunze                                    | 2:46 |             |
| D3     | Vaya con Dios                          | Larry Russell, Inez James en Buddy Pepper                        | 3:28 |             |
| D4     | I gotta know what's going on           | Cees Veerman                                                     | 2:32 |             |
| D5     | Times were when                        | Neil Grimshaw                                                    | 3:12 |             |
| D6     | Remember the good times                | Cees Veerman                                                     | 2:44 |             |
| D7     | I feel good (I feel bad)               | Lewis & Clarke                                                   | 2:35 |             |